# Ghat (Líbia)

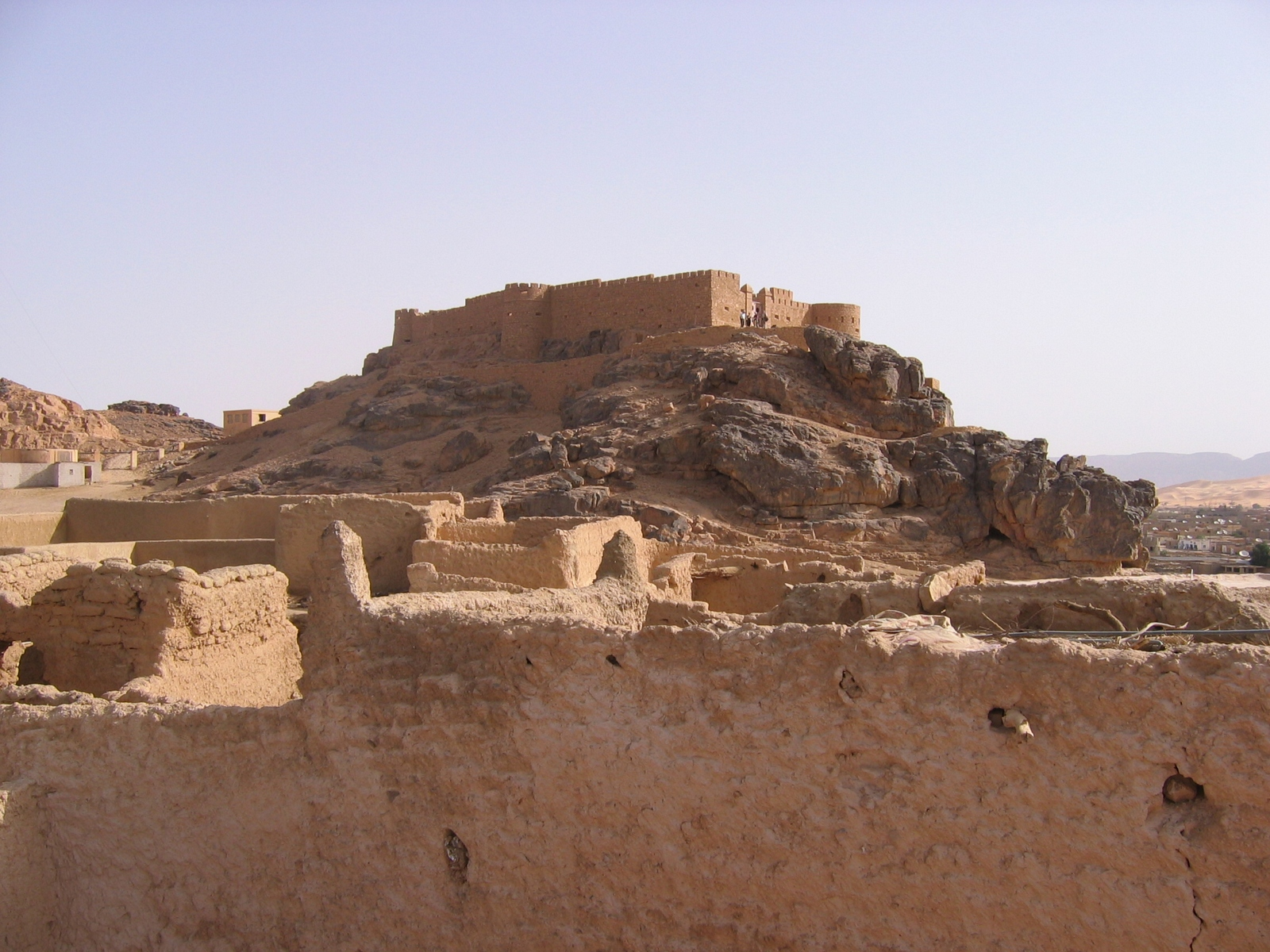
Fortalesa de Ghat

Ghat (àrab: غات, Ḡāt) és una ciutat, oasi i antic ksar de Líbia, cap del districte de Ghat, al sud-oest del país, a 3 km del uadi Tanezzouni. Els seus pobladors originaris són tuaregs ajjer i la seva existència fou possible per la poca profunditat de la capa freàtica en un lloc important per al comerç transsaharià. Tenia uns 2.000 habitants el 1960 i la seva població actual no consta, però probablement és inferior als cinc mil. S'hi van fer prospeccions petrolieres als anys seixanta, a l'est i nord.

## Història
S'han trobat pintures rupestres neolítiques bastant abundants a la zona, així com algunes tombes. Alguns hi han volgut situar els atarants que esmenta Heròdot. També hi ha assajos d'identificar-los amb l'oppidium Rapsa, citat per Plini el Vell, però sembla que la seva fundació no remunta més enllà del segle xiii.
L'esmenta per primer cop Ibn Battuta al segle xiv. Fou un estat independent governat pels seus amghars hereditaris i un consell o jemaa, elegida. Els tuaregs hi exercien una mena d'alta sobirania. Es va mantenir com a estació de la ruta comercial del Sàhara. El 1875, els otomans de Trípoli de Líbia hi van establir guarnició en una fortalesa al turó Koukemen, i fou la seu d'un caimacan.
Van conservar l'oasi fins al 1914, quan els italians el van ocupar l'agost d'aquest any, però el van evacuar el desembre i va quedar, de fet, independent, però ja en aquest temps el comerç havia disminuït i, a més, es va desplaçar cap a Fezzan. Els italians hi van retornar el febrer del 1930 i en van reconstruir la fortalesa. Se'n van retirar el gener del 1943, quan s'acostaven les tropes franceses lliures del general Leclerc. Els francesos van incorporar Ghat al territori algerià de Djanet (fort Charley). Fou evacuat pels francesos (1956) després de l'acord amb Líbia del 10 d'agost del 1955, i l'oasi fou incorporat a Fezzan. Modernament, és una destinació turística que cobreix la fortalesa de Ghat, i els llocs no gaire llunyans de les muntanyes de Tadrart Acacus i Tassili N'Ajjer, amb coves amb pintures prehistòriques i petroglifs.

## Pobles i oasis secundaris
- Serdeles
- Tahala
- Fewat

## Pobles propers
- Adales
- al-Barkat (ksar fortificat a 8 km al sud)
- Fewat (a 10 km a l'oest)
- Dejjan
- Tahala
- Serdeles
- Isayan
- Djanet (a Algèria).
- Tin Alkum (a Algèria).